# Viktor Leont'ev
Viktor Anatol'evič Leont'ev (in russo Виктор Анатольевич Леонтьев?; Mosca, 27 aprile 1940) è un ex ginnasta sovietico, dal 1991 russo.

## Palmarès

### Olimpiadi
- 1 medaglia:
  - 1 argento (Tokyo 1964 nel concorso a squadre)

### Mondiali
- 1 medaglia:
  - 1 argento (Praga 1962 nel concorso a squadre)

### Europei
- 3 medaglie:
  - 3 argenti (Lussemburgo 1961 nel corpo libero; Lussemburgo 1961 nel cavallo con maniglie; Lussemburgo 1961 nelle parallele simmetriche)